# Cooperstown (Pennsylvanie)
Pour les articles homonymes, voir Cooperstown.
Cooperstown est un borough situé au nord-ouest de la partie centrale du comté de Venango, en Pennsylvanie, aux États-Unis,. En 2010, il comptait une population de 460 habitants, estimée au 1er juillet 2020 à 391 habitants. Le borough est fondé en 1797 et incorporé le 25 novembre 1858.

## Démographie
Lors du recensement de 2010, le borough comptait une population de 460 habitants. Elle est estimée, en 2020, à 391 habitants.

### Source de la traduction
- (en) Cet article est partiellement ou en totalité issu de l’article de Wikipédia en anglais intitulé « Cooperstown, Pennsylvania » (voir la liste des auteurs).